# Otsheria
Otsheria é um gênero extinto de terapsídeo anomodonte do período Permiano na Rússia. Seus restos mortais estão limitadas a um crânio, sem o maxilar inferior.

## Descrição
O crânio é pequeno, cerca de 10 cm de comprimento, possui quatro incisivos no pré-maxila e nove dentes, mandíbula curta e grossa comprimida lateralmente, canino indiferenciado. Os dentes de baixo não são conservados. A forma dos dentes superiores sugere que eles foram usados apenas para auxiliar na mastigação da vegetação, mas também são compatíveis com uma dieta onívora generalizada.